# Repetto (azienda)
La Repetto è un'azienda francese di scarpette da danza fondata nel 1947 da Rose Repetto, madre del ballerino e coreografo Roland Petit.
Repetto iniziò a produrre dei nuovi modelli di scarpette da danza, nel suo atelier nei pressi dell'Opéra de Paris, per soddisfare le esigenze di suo figlio che chiedeva delle scarpe più comode. Successivamente cominciò a produrre anche calzature di uso comune ispirate alle scarpe da danza, come le ballerine che contribuì a renderle popolari realizzando il celebre modello Cendrillon indossato da Brigitte Bardot nel film E Dio creò la donna.